# Спортивный праздник
Спортивный праздник — это большой физкультурный праздник спортивных организаций, состоящий из спортивных соревнований, а также массовых развлечений, карнавальных шествий и тому подобному. Обычно приурочен к какой-либо дате или событию.

## Хронология спортивных праздников в СССР
- 1957 — VI Всемирный фестиваль молодёжи и студентов (БСА Лужники).
- 1980 — Летние Олимпийские игры 1980 (БСА Лужники).
- 1984 — Международные соревнования "Дружба" (БСА Лужники).
- 1985 — Спортивный праздник, посвящённый 1500-летия Киева (Республиканский стадион, Киев)
- 1985 — XXI Всемирный фестиваль молодежи и студентов (БСА Лужники).
- 1986 — Игры доброй воли 1986.
- 1986 — «Алые паруса». Спортивный праздник в честь делегатов XX съезда ВЛКСМ. (Плавательный бассейн спорткомплекса «Олимпийский»).